# 劉錫玄
刘锡玄（1574年—？），字玉受，号心城，直隶苏州府长洲县人，明朝政治人物。

## 生平
萬曆三十四年（1606年）丙午科应天府乡试举人，三十五年（1607年）丁未科进士，兵部观政，三十六年授顺天府三河知县，三十七年养病，三十九年改吉安府教授，四十年贵州主考，四十一年升国子监博士，四十三年升南工部主事，四十七年升南祠祭司郎中，泰昌元年升贵州提学佥事，天启二年升副使，管理监军道，升本省右参政，仍旧监军。奢安之乱中，在围城八月以前城守有功，后期见势穷难守，遂变心败节，为巡按御史史永安弹劾去职。五年六月起山东霸州兵备参政，崇祯四年六月调陕西宁夏参政。

## 家族
曾祖劉點，封兵部员外郎。祖父劉芳，太医贈中书舍人。父劉儁，中书舍人。母支氏。具庆下。弟錫昌、錫嘉、錫位、錫祺。